# Sofo Nižaradzeová
Sofo Nižaradzeová (gruzínsky სოფო ნიჟარაძე [sɔpʰɔ niʒarad͡zɛ]IPA; * 6. února 1985 Tbilisi) je gruzínská zpěvačka, herečka a skladatelka, která reprezentovala Gruzii na Eurovision Song Contest 2010 s písní „Shine“. Objevila se také v televizní show Gruzie má talent, kde se zhostila role porotce.

## Mládí
Její prababička, rodačka z Turecka, se setkala se svým manželem v Gruzii na dovolené a zůstala tam.
Sofo Nižaradzeová se narodila v Tbilisi, hlavním městě Gruzie. Zpívat začala již ve velmi útlém věku. Studovala hru na klavír a zpěv na tbiliské státní konzervatoři, kterou absolvovala s vyznamenáním. Pokračovala ve studiu na Ruské akademii divadelního umění v Moskvě. Následně s vyznamenáním absolvovala státní hudební školu Gnessin v Moskvě. Má mladšího bratra.

## Hudební kariéra

### Mládí a začátky
Disponuje sporánem. Ve věku tří let začala hrát jako profesionál s velmi pozitivním přijetím.
V sedmi letech byla pozvána Džansugem Kachidzeem, prominentním gruzínským dirigentem a autorem známých skladeb pro gruzínskou kinematografie, aby se připojila k dětskému hudebnímu studiu, kde se ujala jako zpěvačka různých show a televizních projektů.
V 11 letech zahrála Sous le ciel de Paris na francouzském velvyslanectví, kde si jí všiml novinář Bernard Pivot, který ji pozval do svého programu na TV5.
Ve věku 17 let vyhrála několik mezinárodních soutěží mladých zpěváků, včetně soutěží Bravo, Bravissimo! v Mini La Scala (Itálie), Kříšťálová nota (Moskva, Rusko), Křišťálový kožešinový strom (Bordžomi, Gruzie). Zúčastnila se několika festivalů v Rusku, Turecku, Itálii, Lotyšsku a Gruzii.
Později si zahrála hlavní role v muzikálech Svatba sojek a Rómeo a Júlie. Načež si začala získávat mezinárodní uznání jako zpěvačka.
V roce 2004 dostala hlavní roli v muzikále Gerarda Presgurvice a v roce 2005 se dostala do finále festivalu Nová vlna, který se konal v lotyšské Jurmale. V roce 2008 se vzdala kariéry v Rusku, v důsledku války mezi oběma zeměmi se vrátila do Gruzie, a začala si budovat kariéru ve své rodně zemi.
Vystoupila s národní hymnou Spojených států amerických během oficiální návštěvy viceprezidenta Joe Bidena v Gruzii.

### 2010: Eurovision Song Contest
Sofo Nižaradzeová byla interně vybrána veřejnoprávním vysílatelem GPB, aby reprezentantovala Gruzii na Eurovision Song Contest 2010.
Byla zveřejněna otevřená výzva, na kterou bylo přihlášeno 100 písní a vysílatel vybral šest písní, se kterými vystoupila v národním kole 27. února v tbiliské hale. Na výběr byly písně „Our World“, „Sing My Song“, „Never Give In“, „For Eternity“, „Call Me“ a „Shine“. Vybrána byla píseň „Shine“. Na Eurovision Song Contest 2010 Gruzie soutěžila ve druhém semifinále, které se konalo 27. května. Píseň zazněla jako 16. v pořadí a kvalifikovala se do finále. Tam se umístila v konečném pořadí 9. se 136 body. Díky zkušenosti nadále podporuje Gruzii na Eurovision Song Contest.

### 2010–současnost
Aktivně se podílí na mnoha koncertech a show v Evropě i Asii. Nazpívala duety s legendami, jakými jsou José Carreras, Andrea Bocelli, Chris de Burgh a Julio Iglesias. V roce 2013 nahrála singl „When We Danced“ i s videoklipem s účasti krále flamenca Joaquinem Cortesem. V březnu 2014 vydala nové album, na kterém je i singl z Eurovision Song Contest 2010 „Shine“.

## Obsazení
V muzikále Svadba Sojek si zahrála hlavní roli Ketevany. V původním ruském muzikále Rómeo a Júlie ztvárnila hlavní roli Júlie. V muzikále Hello, Dolly si zahrála RATI. V letech 2012 a 2013 získala hlavní roli v muzikálu Redha Bentifoura Melodie okrsku Vera. V roce 2013 byl zfilmován muzikál Reza Gigineišviliho Láska s přízvukem , kde zahrála jednu z hlavních rolí. V roce 2014 si zahrála ve zfilmované verzi muzikálu Modrý pták. Také získala hlavní roli v prvním gruzínském muzikálu Keto a Kote.

## Diskografie
- 2008: Where are you…
- 2014: We Are All